# Gloucester (Australia)
Gloucester – miasto w Australii, w stanie Nowa Południowa Walia.